# Lena Endre
Lena Endre (Lidingö, 8 juli 1955) is een Zweedse actrice. Ze werd in 2000 genomineerd voor de European Film Award voor beste actrice voor haar rol als Marianne in de romantische dramafilm Trolösa. In 2002 ontving ze de Zweedse koninklijke onderscheiding Litteris et Artibus.
Endre speelt voornamelijk in Zweedstalige producties, zoals in serie 2 (13 afleveringen) van de tv-serie Wallander en de verfilmingen van Stieg Larssons Millennium-trilogie: Mannen die vrouwen haten, De vrouw die met vuur speelde en Millennium 3: Gerechtigheid. In 2012 had ze een bijrolletje als Mrs. Solstad in de Amerikaanse, Engelstalige dramafilm The Master. In 2015 had ze een hoofdrol in de Noorse tv-serie Frikjent (Acquitted). In 2020 vertolkte ze de hoofdrol van Elsa Engström, de Zweedse minister van Buitenlandse Zaken, in de Zweedse dramaserie Tunn is (Thin Ice).
Endre groeide op in Härnösand. Ze trouwde in 2000 met haar vierde man, regisseur Richard Hobert. De twee scheidden in 2012. Eerder was ze getrouwd met onder meer acteur Thomas Hanzon (1986-1999), met wie ze in 1990 een dochter en in 1994 een zoon kreeg.